# Lemming
Pour les articles homonymes, voir Lemming (homonymie).
Taxons concernés
Dans la sous-famille des Arvicolinae
les genres :
- Dicrostonyx
- Eolagurus
- Lagurus
- Lemmus
- Myopusmodifier

Lemming est un nom vernaculaire ambigu désignant différents petits rongeurs subnivaux qui vivent généralement dans les régions arctiques, dans les biomes de toundra. Ils recouvrent plusieurs genres de la sous-famille des arvicolinés (arvicolinae ou microtinae), composante du plus important rameau évolutif de l’ordre des mammifères, la super-famille des Muroidea, qui inclut notamment les rats, souris, hamsters et gerbilles. En Europe, l’espèce la plus connue est le lemming des toundras de Norvège (Lemmus lemmus). Ces animaux sont réputés pour l’importance de leurs migrations.

## Étymologie et histoire du mot
D’origine norvégienne, l'usage du mot lemming est attesté en français à partir du XVIIIe siècle. Il était orthographié à cette époque « lemmer », « lemmar » ou encore « leming ».
Le mot lemming est absent des dictionnaires français d'autrefois. Il n'est inséré qu'à partir de la 9e édition (1992-…) du Dictionnaire de l'Académie française où la première définition en est donnée : « Petit rongeur migrateur des régions boréales ».
D'après Émile Littré et son Dictionnaire de la langue française (1872-1877) les lemmings sont aussi appelés lapins de Norvège et la définition souligne l'importance de leurs migrations.
D'après Pierre Larousse, les lemmings sont appelés fréquemment souris de montagne.

## Physiologie, comportement et écologie
Les caractéristiques générales des lemmings sont celles des rongeurs de la famille des Arvicolinés, avec des nuances pour chaque espèce : voir les articles détaillés pour plus d'informations sur leur comportement ou leur physiologie respective.

### Caractéristiques communes

#### Description et habitat
Un lemming pèse environ 100 g et sa taille peut varier de 7 à 15 cm. Ces animaux ont généralement une fourrure épaisse et douce, et une queue très courte. Ils sont herbivores, et se nourrissent principalement de feuilles et de pousses, d’herbes, et en particulier d’akènes, mais aussi de racines et de bulbes. Parfois, ils avalent des chenilles ou des larves. Comme les autres rongeurs, leur incisives repoussent continuellement, ce qui leur permet de se nourrir de végétaux à tige dure voire ligneuse.
Les lemmings n’hibernent pas : ils survivent en grattant la neige pour récupérer l'herbe qu'ils ont préalablement coupée et stockée. Ce sont par nature des animaux solitaires : ils ne cherchent de partenaire que pour se reproduire puis retrouvent leurs propres habitudes, mais comme les autres rongeurs, ils se reproduisent à un rythme élevé (stratèges r) et se multiplient rapidement lorsque la nourriture est abondante.

#### Comportement

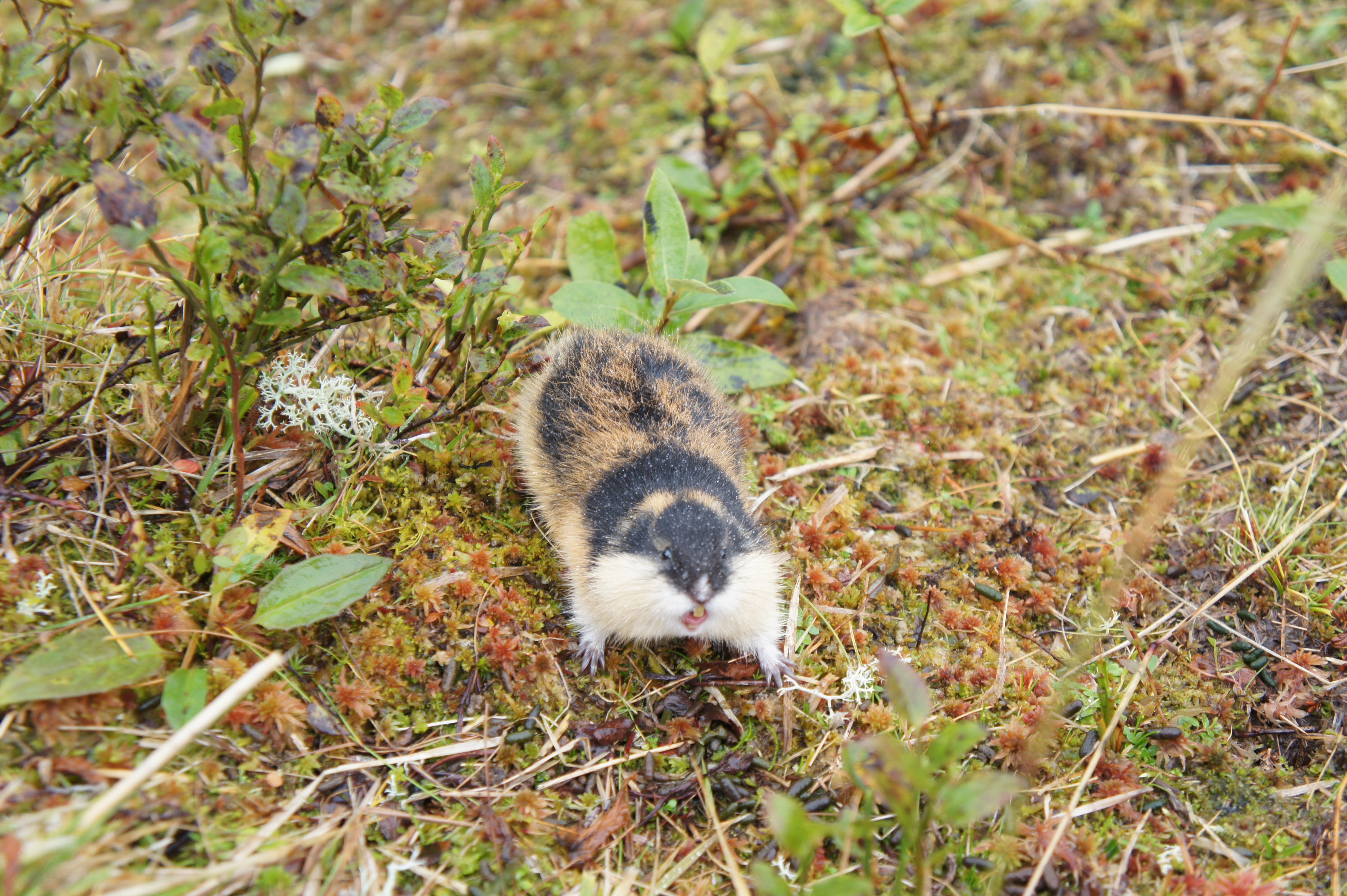
Un lemming de Norvège en attitude d'agression.

Comme de nombreux rongeurs, leur population connaît des pics périodiques, ce qui les amène à se disperser à travers la toundra pour trouver la nourriture et les abris que leur territoire d'origine ne peut plus leur fournir. Le lemming de Norvège et le lemming brun sont parmi les espèces de rongeurs les plus prolifiques au monde : de ce fait, leur population fluctue de façon chaotique, au lieu de suivre une fonction logistique (Verhulst) ou de présenter des cycles réguliers. On ignore pourquoi les populations de lemmings fluctuent autant : à peu près tous les quatre ans, elle s'effondre jusqu'à la quasi-extinction. Contrairement à la plupart des rongeurs dont la fourrure sert de camouflage, leur permettant ainsi d'éviter d'attirer l'attention, les lemmings présentent souvent une fourrure bigarrée et se comportent agressivement vis-à-vis de leurs prédateurs ou des observateurs humains. On estime que le système de défense du lemming se fonde sur l'aposématisme, donnant un signal d'avertissement visuel à qui veut éviter de prendre ce bagarreur pour un placide rongeur.
Longtemps, on a cru que la population des lemmings suivait un cycle de population, mais de nouveaux éléments donnent à penser que c'est plutôt l'action de leurs prédateurs, et surtout celle des hermines, qui influe sur leur effectif.

#### Mythes du suicide collectif et de la génération spontanée
Certaines espèces de lemmings peuvent se disperser hors de leur territoire d'origine lorsque la pression démographique est devenue excessive par rapport aux ressources disponibles (comme les élans ou les castors). En Scandinavie, on a observé des lemmings à la recherche d'un nouvel habitat qui étaient stoppés par un cours d’eau. Comme d’autres individus continuaient d’arriver sur la rive, certains se jetaient à l’eau et couraient le risque de se noyer (même s’ils savent nager). Dans ces cas-là, certains trouvent la mort si l'effort nécessaire excède leur condition physique. En 1958, les studios Walt Disney filment une partie du reportage White Wilderness en Alberta, où le lemming est naturellement absent. Pour reproduire le mythe du suicide collectif, ils achètent des animaux du Manitoba et les poussent de la falaise eux-mêmes ,.
En 1532, le géographe Ziegler de Strasbourg émit la théorie que ces créatures tombaient du ciel pendant les tempêtes de neige (idée que l'on retrouve dans le folklore des Inupiat/Yupik du Détroit de Norton), et mouraient avec le retour du printemps. Une idée que l'on retrouve en 1555 dans les représentations de l'animal faites par le savant suédois Olaus Magnus. Cette théorie a été contredite à la fin du XVIe siècle par le naturaliste Ole Worm qui, s'il admettait qu'il pouvait pleuvoir des lemmings, estimait qu'ils étaient enlevés par les vents plutôt qu'apparus par génération spontanée. Worm fut le premier à publier des planches anatomiques de lemming, montrant qu'ils n'étaient pas différents des autres rongeurs, et les travaux de Linné ont établi l'origine naturelle de cet animal,.

## Noms en français et noms scientifiques correspondants
Liste alphabétique de noms vernaculaires attestés en français.

Note : certaines espèces ont plusieurs noms et, les classifications évoluant encore, certains noms scientifiques ont peut-être un autre synonyme valide.
- Lemming arctique - espèces du genre Dicrostonyx et plus spécialement Dicrostonyx groenlandicus et Dicrostonyx torquatus[19]
- Lemming à bande - espèces du genre Lemmus[20]
- Lemming des bois - Myopus schisticolor[21]
- Lemming brun  - Eolagurus przewalskii[19] et Lemmus sibiricus[22]
- Lemming à collerette - Dicrostonyx groenlandicus[23]
- Lemming à collerette du Labrador - voir Lemming d'Ungava[24]
- Lemming à collier - voir Lemming arctique[19]
- Lemming commun  - Lemmus lemmus[22] et Lemmus trimucronatus[25]
- Lemming d'Europe  - voir Lemming des toundras de Norvège[26]
- Lemming des forêts - voir Lemming des bois[22]
- Lemming jaune des steppes - Lagurus lagurus[19]
- Lemming du nord - voir Lemming des toundras de Norvège[21]
- Lemming de Norvège - voir Lemming des toundras de Norvège[22]
- Lemming de Sibérie - Lemmus sibiricus[21]
- Lemming des steppes - voir Lemming jaune des steppes[22]
- Lemming des toundras  - Lemmus lemmus[19] et Lemmus sibiricus[21]
- Lemming des toundras de Norvège - Lemmus lemmus[19]
- Lemming des toundras du Nord - voir Lemming des toundras de Norvège[19]
- Lemming d'Ungava - Dicrostonyx hudsonius[27],[19]
- Lemming variable  - Dicrostonyx groenlandicus[19] et Dicrostonyx torquatus[28]

voir également : 
- Campagnol-lemming - Synaptomys sp.

## Les lemmings dans la culture

### Un des clichés favoris des médias
Le mythe du « suicide de masse » des lemmings a, si l'on peut dire, la vie dure et divers facteurs ont contribué à sa popularité. En 1955, un  illustrateur des Studios Disney, Carl Barks, dessina une bande dessinée du magazine Uncle Scrooge intitulée The Lemming with the Locket. Cette bande dessinée, elle-même inspirée d'un article de l’American Mercury paru en 1953, montre des lemmings se jetant en masse d'une falaise en Norvège. Mais de ce point de vue, c'est encore le film documentaire Le Désert de l'Arctique (White Wilderness, 1958 ; primé par l’Oscar du meilleur film documentaire) de Walt Disney montrant des lemmings se jetant du haut de falaises, qui a laissé le plus mauvais souvenir : pour tourner une prétendue scène de migration en masse, l’équipe du film a tué des milliers de lemmings. Les réalisateurs avaient en fait poussé quelques lemmings vers des falaises surplombant une rivière tout en les filmant sous différents angles,,. Une équipe de journalistes de Radio-Canada a montré dans un documentaire, Cruel Camera, que les animaux avaient été capturés en Baie d'Hudson, relâchés à Calgary (Alberta), et qu’ils n'avaient pas sauté des falaises, mais qu'ils en avaient été éjectés par une table centrifuge.
Ce prétendu comportement suicidaire a servi de prétexte à un spot de publicité, Lemmings, tourné en 1985 pour les ordinateurs Apple à l'occasion du Super Bowl, et surtout au jeu vidéo Lemmings de 1991, dans lequel il s'agit de guider des lemmings écervelés à travers un labyrinthe de falaises et de puits. Un jeu de plateau publié en 2010 par GMT games, Leaping Lemmings, invite les joueurs à déplacer des lemmings à travers un terrain parsemé de dangers, pour leur permettre d'atteindre la falaise d'où ils vont se jeter.
Par allusion à ce cliché, le « suicide du lemming » sert souvent aux États-Unis de synonyme pour « mouton de Panurge ». On retrouve par exemple cette métaphore dans le jeu vidéo Lemmings, dans certains épisodes de Red Dwarf et de la série télévisée Robot Chicken diffusée par la chaîne de télévision américaine Adult Swim. Dans le 9e épisode de la première saison de l'émission The Borgias, le fils cadet du pape, Juan, compare le collège des cardinaux en fuite à l'annonce d'une invasion française, à des lemmings. La chanson Lemmings du groupe de rock progressif Van der Graaf Generator (parue dans leur album de 1971 intitulé Pawn Hearts) tourne encore autour de cette métaphore, ainsi qu’un sketch de 1973 de John Belushi, National Lampoon's Lemmings, où l'artiste tourne en dérision la pensée de groupe post-Woodstock.
Dans la nouvelle de l'auteur de science-fiction Arthur C. Clarke intitulée The Possessed, les lemmings s'enfoncent dans les eaux d'un fjord poussés par le besoin ancestral de se rendre au lieu de rendez-vous périodique convenu, il y a des millénaires, entre la moitié de l'être venu du cosmos qui a pris possession de leur esprit pour faire progresser leur espèce vers la conscience, en vain, et l'autre moitié qui a continué son errance cosmique.

### Œuvres
Faisant généralement en allusion au mythe du suicide collectif des lemmings, plusieurs œuvres portent ce nom :
- Lemmings, un film sorti en 1973 ;
- Lemming, un film français de 2005 réalisé par Dominik Moll ;
- Lemmings, une série de jeux vidéo débutée en 1991 ;
- Moi, un lemming (I, lemming), un roman pour enfants de Alan Arkin ;
- Les Gardiens de Ga'Hoole (9, Le devin), un roman pour jeunes adultes de Kathryn Lasky ;
- Causerie sur le lemming, une pièce de théâtre réalisée par François-Michel van der Rest et Élisabeth Ancion ;
- Lemmings, un spot publicitaire de 1985 d'Apple ;
- Le Sacre des lemmings et autres contes de la lisière, album du chanteur Tété, sorti en 2006 ;
- Le Mystère des Lemmings, un documentaire de Jérôme Roguez, 2007 ;
- Grizzy et les Lemmings, série d'animation de Studio Hari, depuis 2016.
- Leming's way", chanson de Sarg, 2018.